# La Asunción, Silao de la Victoria
La Asunción är en ort i Mexiko.   Den ligger i kommunen Silao de la Victoria och delstaten Guanajuato, i den centrala delen av landet, 280 km nordväst om huvudstaden Mexico City. La Asunción ligger 1 752 meter över havet och antalet invånare är 178.
Terrängen runt La Asunción är en högslätt. Runt La Asunción är det ganska tätbefolkat, med 207 invånare per kvadratkilometer. Närmaste större samhälle är Silao, 9,2 km norr om La Asunción. Trakten runt La Asunción består till största delen av jordbruksmark.